# Niels Henriksen
Niels Laulund Henriksen (* 4. Februar 1966 in Gentofte) ist ein ehemaliger dänischer Ruderer. Er war Olympiasieger und Weltmeister im Leichtgewichts-Vierer ohne Steuermann.

## Sportliche Karriere
Henriksen war bei den Junioren-Weltmeisterschaften 1984 Elfter im Achter. Bei den Weltmeisterschaften 1989 gewann er mit dem dänischen Leichtgewichts-Achter die Silbermedaille hinter den Italienern, 1993 erruderten die Dänen die Silbermedaille hinter den Kanadiern. 1994 wechselte Henriksen in den dänischen Leichtgewichts-Vierer ohne Steuermann, der in der Aufstellung Victor Feddersen, Henriksen, Thomas Poulsen und Eskild Ebbesen bei den Weltmeisterschaften 1994 in Indianapolis den Weltmeistertitel gewann. 1995 in Tampere siegte der italienische Vierer, die vier Dänen gewannen die Silbermedaille. Bei der olympischen Premiere des Leichtgewicht-Ruderns im Jahr 1996 in Atlanta siegten die Dänen vor den Kanadiern.
Henriksen startete für den Lyngby Roklub.